# Nishi, Kobe
 Nishi-ku, Kobe  (西区) là một trong 9 khu của thành phố Kobe, tỉnh Hyōgo, Nhật Bản.